# Galtarö

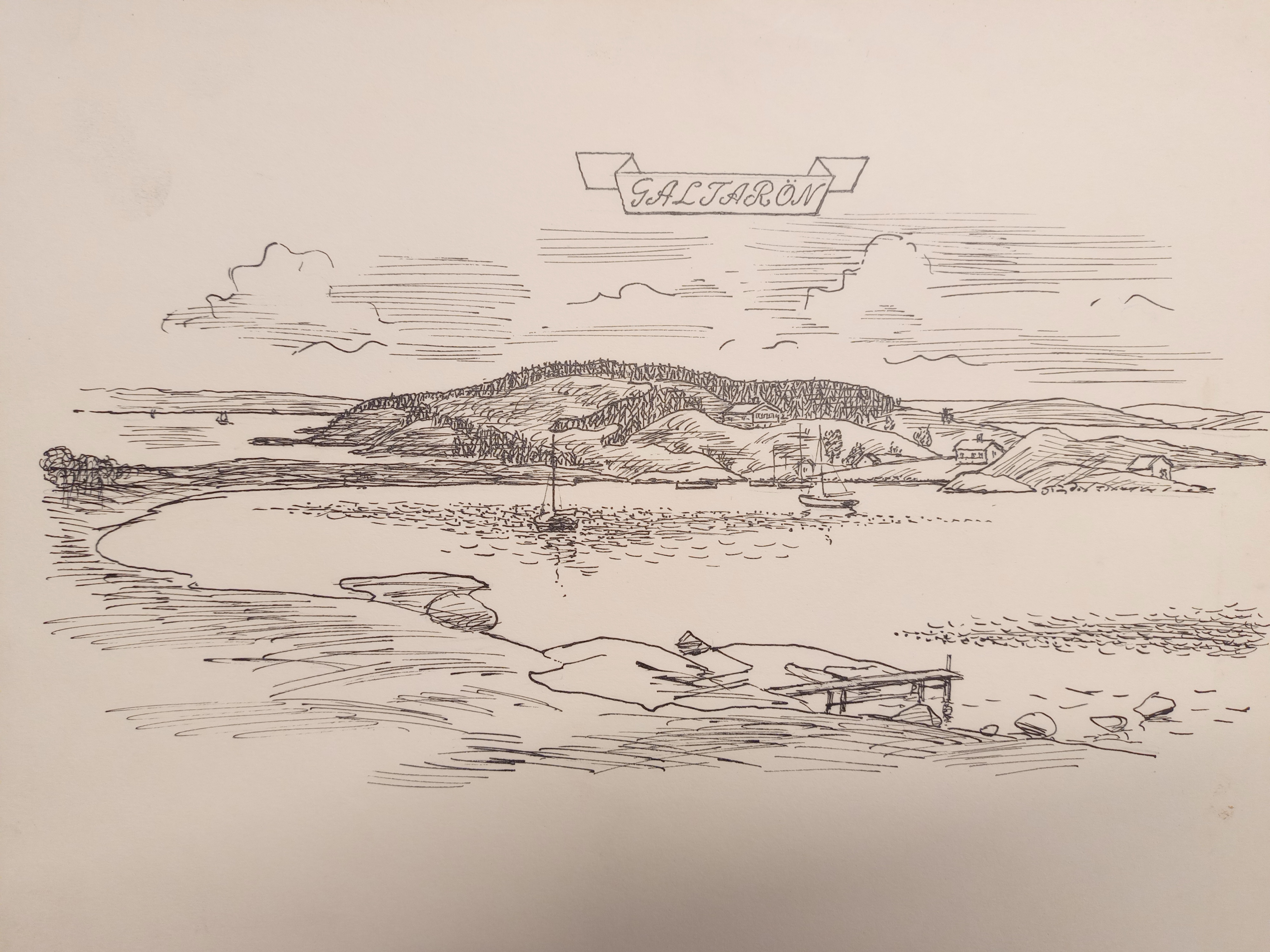
Skiss över Galtarön med Storstugan uppe på höjden (numera riven) och Lillstugan nere vid vattnet. Från Werner Lundqvists samling vid Göteborgs universitetsbibliotek (handskriftsavdelningen)

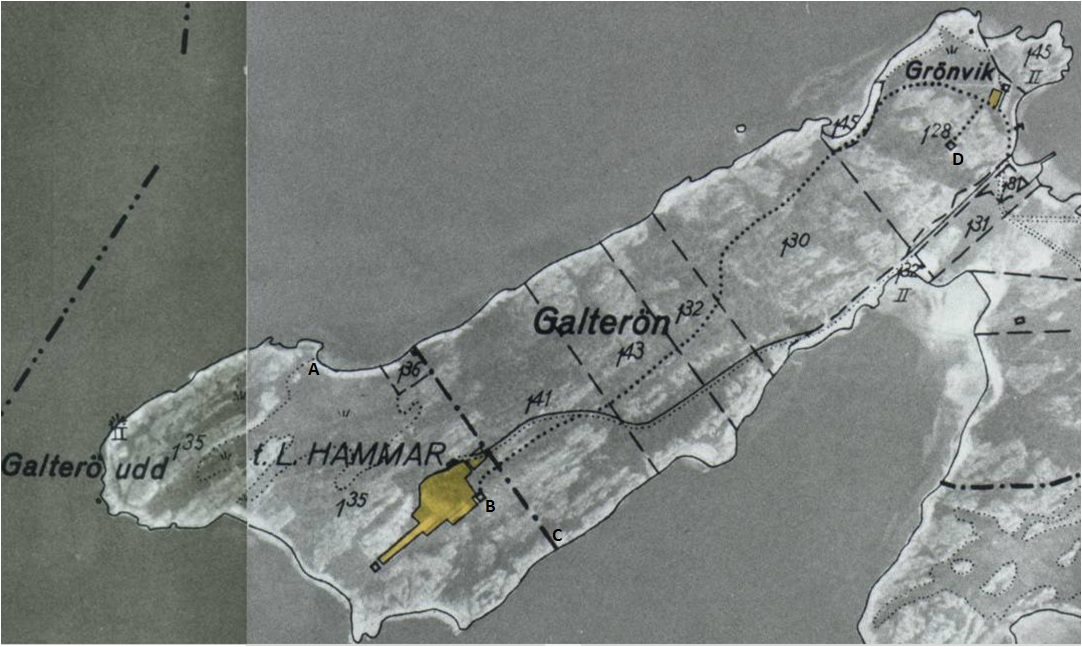
Galtarön på ekonomisk karta från 1932. A: Trankoket, B: Torpet Galterön, C: Hällristningen, D: Storstugan.

Galtarö är en halvö i västra Ödsmåls socken i Stenungsunds kommun. En alternativ stavning är Galterö, ej att förväxla med Galterö, en ö i Göteborg södra skärgård. Majblommans riksförbund drev lägerverksamhet här för barn som är i behov av att komma till en annan miljö under sommaren. 

## Historia

### Trankokeri
På nordvästra delen av halvön finns lämningar - fyra husgrunder och en stenvall - från ett trankokeri med verksamhet under den stora sillperioden under andra halvan av 1700-talet. 

### Torpet Galterön
På 1850-talet bor här Petrus Andersson (Petrus Andreasson) f 1829 som gick bort 1888. Torpet övertogs av sonen Otto Petrusson f 1860 som var skicklig båtbyggare, bland annat av plattekor. Han avled 1951, men hans hustru Hanna Petrusson f 1868 bodde kvar här till sin död 1956 tillsammans med sin dövstumma dotter Hedvig Emilina Petrusson f 1900. På äldre dagar gifte sig Hedvig Emilina 1962 med Johan Albert Atterskog f 1892, slipare i Bohus. Torpet är numera rivet.

### Torpet Grönvik
Torpet nämns första gången i husförhörslängden 1785-1788 då glasmästaren Jonas Norman f 1728 bodde här (han dog dock 1788). Siste torparen var Simson Hammar f 1868 som flyttade hit 1901 från soldattorpet Osebacken. År 1914 flyttade han vidare till Södra Houg i Ödsmål 

### Werner Lundqvist
Skeppsredaren Werner Lundqvist från Göteborg köpte hela halvön år 1917 och använde torpet Grönvik - som han kallade Lillstugan - som sommarställe. Uppe på höjden ovanför Lillstugan byggdes samma år den s.k. Storstugan  (58°06′28″N 11°49′15″Ö / 58.107684°N 11.820909°Ö) under ledning av arkitekten och byggmästaren Karl M Bengtsson. Storstugan var uppförd med kraftigt rundvirke i fornnordisk stil. Inne i stugan, över högsätet, fanns en modell av ett vikingaskepp. Storstugan är riven, men den massiva stengrunden finns kvar.
I Lillstugan och Storstugan samlades sällskapet Bröderna för samkväm och diskussioner om historiska händelser, aktuella frågor och konst. Episoder från Galtarön finns återgivna i en serie tryckta häften "Brödrasamtal" samt i böckerna " Galtaröboken" och "Soltorpets krönika", samtliga skrivna av Werner Lundqvist under 1920- och 30-talen. Texterna innehåller sällan namn utan personerna beskrivs med yrkespseudonymer såsom "Fornforskaren" (Carl August Tiselius), "Redaren" (Werner Lundqvist), "Målaren" (Ole Kruse) och "Byggmästaren" (Karl M Bengtsson).

En hällristning på en klippa vid vattenbrynet (58°06′12″N 11°48′46″Ö / 58.103223°N 11.812760°Ö) utfördes 1925 efter att Werner Lundqvist besökt Egypten och Palestina samma år. Lundqvist ("Redaren") beskriver ristningen på följande sätt i boken Soltorpets Krönika, sidan 43 (1926):
"Hällristningen föreställer ett korsfarareskepp, hvilande på 4 floder; kring dessa ser man öfverst Tors hammare och Nikes tempel, underst Cheopspyramiden och Lagens taflor. Uppslaget till denna bild fick Redaren på sin resa till Österland. Skeppet talar om vandringen. Floderna beteckna de 4 väderstrecken. Pyramiderna är evighetstecken. Lagen taflor beteckna Guds lag; hvarunder allting lyder. Hammaren står i stridens, Templet i segerns tecken."
Vid hällristningen byggde bröderna en bänk till minne av Byggmästaren Karl M Bengtsson som hade avlidit 1935. Stenarna hade varit avsedda för den sommarstuga som Byggmästaren hade planerat att uppföra vid denna plats.

### Majblommans barnkoloni

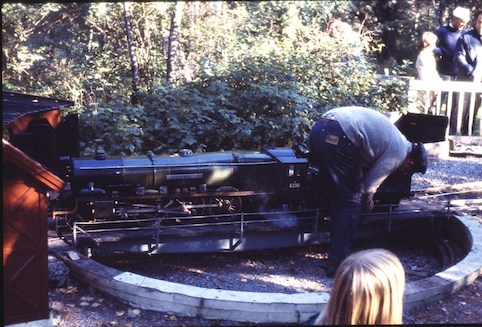
Galtarö järnväg

År 1939 donerade Werner Lundqvist tomten till Majblommans riksförbund. Det var deras första barnkoloni i landet och den ursprungliga målgruppen var barn som riskerade att drabbas av tuberkulos. Fyra hus byggdes och här fanns fotbollsplan, beachvolleyplan, bryggor och båtar. 
Sommaren 1962 påbörjades bygget av en miniatyrjärnväg vid Majblommans barnkoloni. Järnvägen, som blev klar 1968, är ungefär 500 meter lång (58°6′13″N 11°48′43.5″Ö / 58.10361°N 11.812083°Ö).
Trafik skedde med ånglok varje söndag under sommaren fram till 1974 under den tid då kolonin var öppen. Därefter ersattes ångloken av ett motorvagnståg.
Förbundet sålde anläggningen till privata intressenter år 2016 .